# Camino al Monte
Camino al Monte är en ort i Mexiko, tillhörande kommunen Chalco i delstaten Mexiko. Camino al Monte ligger i den centrala delen av landet och tillhör Mexico Citys storstadsområde. Orten hade 190 invånare vid folkräkningen 2010.